# Serrat dels Tres Batlles
El Serrat dels Tres Batlles és una serra situada entre els municipis d'Alòs de Balaguer i Camarasa a la comarca del Noguera, amb una elevació màxima de 873 metres.